# Johnny Tillotson

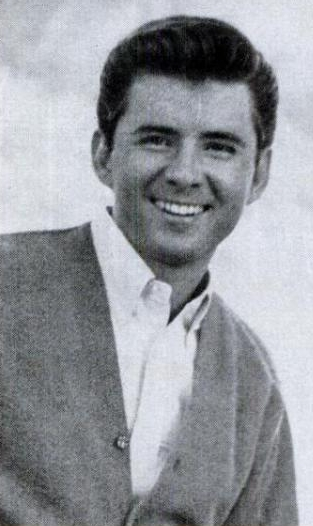
Johnny Tillotson (in 1965)

Johnny Tillotson (Jacksonville (Florida), 20 april 1938 – Los Angeles, 1 april 2025) was een Amerikaans country- en popzanger.

## Biografie
Hij begon op jonge leeftijd midden jaren veertig al met optreden en had ook al op jonge leeftijd zijn eerste plaatopname. Hij sloot een platencontract met Cadence Records, het label van The Everly Brothers. Tot 1966 had Tillotson meer dan 25 hits in de Amerikaanse Top 100. Aan het einde van de jaren zestig nam zijn succes af en sinds die tijd trad hij regelmatig op in shows in Las Vegas. Tot 2000 toerde hij door het land.
Tillotson was ook geliefd in Europa. In Nederland was hij vooral bekend van de hit Poetry in motion uit 1961. Een ander nummer van hem is It Keeps Right On a-Hurtin, dat door meer dan honderd artiesten werd uitgevoerd, waaronder Elvis Presley.
Tillotson overleed aan complicaties door de ziekte van Parkinson. Hij overleed in zijn huis in Los Angeles op 1 april 2025 op 86-jarige leeftijd.

## NPO Radio 2 Top 2000
Van Johnny Tillotson stond alleen Poetry in motion in 2000 in de NPO Radio 2 Top 2000, op plek 1685.